# Filzmoos (Salzburg)
Filzmoos is een gemeente in de Oostenrijkse deelstaat Salzburger Land, en maakt deel uit van het district Sankt Johann im Pongau.
Filzmoos telt 1390 inwoners en ligt ongeveer 55 kilometer ten Zuidoosten van Salzburg. Het dorp ligt op 1.057 meter boven zeeniveau.
In Filzmoos is zowel in de zomer als de winter veel toeristische bedrijvigheid. In de winter maakt het onderdeel uit van de Salzburger Sportwelt. in Filzmoos is ook een klein skigebied. 
In de zomer is het een geliefde wandelbestemming. De Bischofsmütze (2.458 meter) is de neest bekende bergtop in deze regio.
Altenmarkt im Pongau ·
Bad Gastein ·
Bad Hofgastein ·
Bischofshofen ·
Dorfgastein ·
Eben im Pongau ·
Filzmoos ·
Flachau ·
Forstau ·
Goldegg im Pongau ·
Großarl ·
Hüttau ·
Hüttschlag ·
Kleinarl ·
Mühlbach am Hochkönig ·
Pfarrwerfen ·
Radstadt ·
St. Johann im Pongau ·
St. Martin am Tennengebirge ·
St. Veit im Pongau ·
Schwarzach im Pongau ·
Untertauern ·
Wagrain ·
Werfen ·
Werfenweng
- Gemeinsame Normdatei: 4218584-1
- Virtual International Authority File: 239066429